# Altentreptow
Altentreptow (Tysk udtale: [altənˈtʁeːpto] ( lyt)) er en by i landkreis Mecklenburgische Seenplatte i Mecklenburg-Vorpommern, Tyskland. Byen, der har 	5.188 indbyggere (31. dec. 2021), ligger ved floden Tollense i Vestpommern, 15 km nord for Neubrandenburg. Indtil 1939 hed byen Treptow an der Tollense.

## Geografi
Altentreptow ligger 15 km nord for Neubrandenburg og 45 km syd for Greifswald. Floden Tollense løber gennem byen.
Altentreptow omfatter bebyggelserne Buchar, Friedrichshof, Klatzow, Loickenzin, Rosemarsow, Thalberg og Trostfelde.